# Astragalus arnottianus
Astragalus arnottianus là một loài thực vật có hoa trong họ Đậu. Loài này được (Gillies) Reiche miêu tả khoa học đầu tiên.